# Tatran Excalibur
Tatran Excalibur byl florbalový klub z pražských Střešovic založený pod názvem Old Boys v roce 1991. Klub byl založen společně s Tatranem Střešovice a byl také součástí TJ Tatran Střešovice. Byl tak jedním z prvních florbalových klubů v Česku. Stál u základů florbalu v Česku, kdy tým v roce 1992 ze své účasti na mezinárodním florbalovém turnaji v Maďarsku přivezl do Česka první florbalové mantinely. Tým pak mantinely mnoho let zapůjčoval na všechny turnaje, včetně Czech Open.
Tým Excalibur hrál nejvyšší mužskou florbalovou soutěž (tehdy 1. ligu) od jejího prvního ročníku, ve kterém skončil na druhém místě. Do nižší ligy tým sestoupil v sezóně 1996/1997. Později tým zanikl.

## Sezóny
| Sezóna    | Úroveň | Soutěž  | Umístění | Poznámka                                          |
| --------- | ------ | ------- | -------- | ------------------------------------------------- |
| 1993/1994 | 1      | 1. liga | 2.       | Hrála se jen základní část                        |
| 1994/1995 | 1      | 1. liga | 8.       | Hrála se jen základní část                        |
| 1995/1996 | 1      | 1. liga | 4.       | Hrála se jen základní část                        |
| 1996/1997 | 1      | 1. liga | 12.      | Hrála se jen základní část – Sestup do nižší ligy |